# 南京地铁12号线
南京地铁12号线是南京地铁规划中的一条线路，已确定规划为牛首山至上坊。该线于2019年4月2日发布用地控制规划研究项目竞争性磋商采购公告，采购单位为南京市规划局江宁分局，项目预算及最高限价为100万元。北京城建设计发展集团股份有限公司中标该项规划，中标金额为88万元人民币。